# Nicole Gian
Pour les articles homonymes, voir Nicole et Gian.
Nicole Gian, née Nicole Giangrosso le 15 août 1961 à Miami en Floride, est une actrice américaine.

## Biographie
Nicole Gian est surtout connue pour avoir eu un rôle récurrent dans la série télévisée Beverly Hills Bordello.

## Filmographie
- 1984 : Harry & Son : la secrétaire
- 1995 : Wish Me Luck : la fille de rêve
- 1996 : Beverly Hills Bordello (série télévisée) : Veronica Winston / Madame Veronica Winston
- 1996 : Beverly Hills 90210 (série télévisée) : Helen, la secrétaire
- 1997 : Deadlock: A Passion for Murder : la serveuse
- 1997 : Intimate Deception : Jennifer
- 1997 : Hijacking Hollywood : Sarah Lawrence
- 1997 : The Last Embrace : Sandi
- 1997 : Striking Resemblance : Jess
- 1997 : An American Vampire Story : la fille de rêve vampire #1
- 1998 : Pacific Blue (série télévisée) : Marcy Milgrom
- 1998 : Tainted Love : Pauline
- 1998 : The Young and the Restless (série télévisée) : Alice Johnson
- 1999 : The Vegas Connection : Jess
- 2005 : The Civilization of Maxwell Bright : Claudine